# Léon Camille Marius Croizat
Léon Camille Marius Croizat, né le 16 juillet 1894 à Turin et mort le 30 novembre 1982 à Coro au Venezuela, est un aquarelliste, botaniste et panbiogéographe italien d'origine française.

## Biographie
Ses études de droit à Turin sont interrompues par la Première Guerre mondiale durant laquelle, de 1914 à 1919, il sert dans l'armée italienne où il devient capitaine d'infanterie, se marie et a un premier enfant, avant d'obtenir son diplôme de droit en 1920. Mais n'étant pas en accord avec le fascisme naissant, il émigre aux États-Unis en 1923, tentant de vivre de son talent artistique. La crise de 1929-1930 l'incite à venir en France où ni lui ni son épouse n'obtiennent de permis de travail : le considère-t-on alors comme étant un Italien ?
De retour aux États-Unis, après avoir surmonté de très dures conditions matérielles, il devient illustrateur et technicien en botanique et commence à étudier les Euphorbiaceae (dont il deviendra un spécialiste) à l'Université Harvard, mais il ne peut faire carrière dans l'arboretum de cette université où il travaille de 1936 à 1946.
En 1947, il émigre au Venezuela.
Polyglotte (il parlait huit langues), il pouvait étudier en lisant les ouvrages dans leurs langues d'origine.
Son nom reste attaché à celui de la Panbiogéographie (biogéographie historique) dont il est à l'origine à un moment où la théorie de la dérive des continents n'était pas encore clairement établie, et ses conceptions sont toujours vivantes en Nouvelle-Zélande et en Amérique du Sud.
Son opposition à certaines théories darwiniennes semble l'avoir condamné à être méconnu, ou presque, en France, de même, peut-être, que ses critiques envers Willi Hennig, à qui il reprochait de n'avoir fait que plagier la théorie de l'Hologénèse de Daniele Rosa (1857-1944) pour sa classification phylogénétique.
Déjà très âgé, il crée, avec son épouse d'alors, Catalina, un Jardin de Xérophytes à Coro.

## Œuvres
- 1952 : Manual of Phytogeography or an account of plant-dispersal throughout the world
- 1958 : Panbiogeography or an introductory synthesis of Zoogeography, Phytogeography, and Geology; with notes on evolution, systematics, ecology, anthropology, etc… (3 volumes) (Panbiogeography Gate)
- 1960 : Principia Botanica or Beginnings of Botany (Panbiogeography Gate)
- 1962 : Space, time, form : The biological synthesis